# ロマン・クレイブル
ロマン・クレイブル（Roman Kleibl、1979年9月17日 - ）は、チェコ出身の男性キックボクサー。
アレクセイ・イグナショフやダニエル・ギタに勝利している実力者。
独特な構えからのローキックが得意で、一部からは「地味強」と言われている。しかしK-1 Collizion 2009 Final Tournamentで優勝を果たし、確かな実力をもっていることを証明した。

## 来歴
2008年5月17日、K-1 Fighting Network Austria 2008に出場し、準優勝。
2008年12月20日、K-1 Fighting Network Prague 2008のスーパーファイトでダニエル・ギタと対戦し、判定勝ち。
2009年12月12日、K-1 ColliZion 2009 Final Tournamentへ出場し、決勝で前年王者のムラデン・ブレストバッチに再延長5Rの判定で勝利し、優勝。

## 戦績
| 勝敗 | 対戦相手                     | 試合結果                  | 大会名                                                    | 開催年月日     |
| ×    | アレクセイ・イグナショフ     | 3R終了 判定               | Ring of Honor                                             | 2011年2月5日   |
| ×    | マイティ・モー               | 3R 1:56 KO                | K-1 WORLD GP 2010 IN BUCHAREST -EAST EUROPE GP- 【1回戦】 | 2010年5月21日  |
| ○    | ムラデン・ブレストバッチ     | 再延長R終了 判定          | K-1 ColliZion 2009 Final Tournament【決勝】               | 2009年12月12日 |
| ○    | モウニール・ゼクニニ         | 3R終了 判定               | K-1 ColliZion 2009 Final Tournament【準決勝】             | 2009年12月12日 |
| ○    | シャミル・アバソフ           | 3R終了 判定               | K-1 ColliZion 2009 Final Tournament【準々決勝】           | 2009年12月12日 |
| ×    | フレディ・ケマイヨ           | 2R KO（膝蹴り）           | K-1 Collizion Final Elimination                           | 2009年10月24日 |
| ○    | アレクセイ・イグナショフ     | 延長R終了 判定3-0         | K-1 Collision in Czech 2009                               | 2009年5月16日  |
| ×    | セバスチャン・チオバヌ       | 3R終了 判定               | K-1 Rules Tournament 2009 in Budapest 【準決勝】          | 2009年2月28日  |
| ○    | ヴェレス・アダム             | KO                        | K-1 Rules Tournament 2009 in Budapest 【1回戦】           | 2009年2月28日  |
| ○    | ダニエル・ギタ               | 延長R終了 判定            | K-1 Fighting Network Prague 2008 【スーパーファイト】     | 2008年12月20日 |
| ×    | ムラデン・ブレストバッチ     | 3R終了 判定0-3            | K-1 Fighting Network Austria 2008 【決勝】                | 2008年5月17日  |
| ○    | ゴーラン・ヴィダコビッチ     | KO                        | K-1 Fighting Network Austria 2008 【準決勝】              | 2008年5月17日  |
| ○    | アドナン・レゾビッチ         | 3R終了 判定3-0            | K-1 Fighting Network Austria 2008 【1回戦】               | 2008年5月17日  |
| ○    | クリスチャン・ヌカヌカ       | 3R TKO                    | Night of the Titans                                       | 2008年3月21日  |
| ×    | ゼバット・ポーツラック       | 2R 1:10 KO                | K-1 Fighting Network Prague 2007 【決勝】                 | 2007年12月15日 |
| ○    | ミンダウガス・サカラウスカス | 2R 2:55 TKO（タオル投入） | K-1 Fighting Network Prague 2007 【準決勝】               | 2007年12月15日 |
| ○    | 佐藤匠                       | 3R終了 判定2-0            | K-1 Fighting Network Prague 2007 【1回戦】                | 2007年12月15日 |
| ×    | マーティン・ロザルスキー     | 3R KO                     | K-1 Elimination ISKAトーナメント 【1回戦】                | 2007年6月9日   |
| ○    | ソウレイマン・コナテ         | TKO                       | K-1 Fighting Network Prague Round '07                     | 2006年12月16日 |

## 主な獲得タイトル
- WKAキックボクシング世界王座（2004年）
- WKAキックボクシング世界王座（2005年）
- WPKAタイボクシング世界王座（2006年）